# Aos Sí
Aos Sí (iriskt uttal: [iːs ˈʃiː]; äldre form aes sídhe [eːs ˈʃiːə]) är det irländska alvfolket. Aos Sí sägs ursprungligen vara förkristna gudomar varav en del, när de slutade dyrkas, flyttade västerut, till Tir-nan-Og, medan andra stannade kvar med reducerade krafter. Ordet lever i engelskan kvar främst i banshee.

## Namn och boning
Aos Sí betyder "gravhögarnas folk". De sas vara en ras av mäktiga, övernaturliga alvvarelser som bodde i en osynlig värld, parallellt med människorna. De skulle antingen bo någonstans på andra sidan havet i väster eller under jorden i alvfort. De har kopplingar till det brittiska fe-begreppet.

## Källhänvisningar
1. ↑  Bane, Theresa ("Encyclopedia of Fairies in World Folklore and Mythology", sid 32. McFarland & Company. ISBN 978-0-7864-7111-9. Läst 7 juli 2014.